# Zoran Đinđić
Zoran Đinđić  (magyar átírással Zoran Gyingyics, cirill írással Зоран Ђинђић, kiejtéseⓘ, IPA: ˈzorɑn ˈdʑɪndʑɪtɕ, Bosanski Šamac, 1952. augusztus 1. – Belgrád, 2003. március 12.) Szerbia miniszterelnöke, Belgrád polgármestere, hosszú időn át ellenzéki politikus. Eredeti foglalkozása szerint filozófus. 2003-ban Zvezdan Jovanovic, a szerb Különleges Műveleti Egység tagja ölte meg.

## Pályafutásának kezdete
Bosznia-Hercegovina északi részén, a Száva folyó partjai mentén elterülő Bosanski Šamac városában született. Középiskolai éveit már a IX. számú gimnáziumban töltötte Belgrádban, ahová tisztviselőnek küldte édesapját, Dragomir Gyingyicset a Jugoszláv Néphadsereg. Édesanyja, Mile Gyingyics háztartásbeli volt. Egy nővére volt, Gordana. A Belgrádi Egyetem filozófia szakos hallgatójaként érdeklődött a politika iránt.
Az akkor reformpárti szocialistaként Gyingyics Frankfurt városában folytatta tanulmányait (többek között Jürgen Habermas hallgatójaként). Azért kellett Németországba mennie, mert a kommunista rendszer és médiája megtámadta amiatt, hogy egy független politikai mozgalom szervezkedésébe kezdett a jugoszláv fiatalok körében. Azt mondják, hogy németországi tartózkodása alatt gyakran látogatta a város legnagyobb baloldali könyvesboltját, az Opera téren lévő „Libresso”-t, ahol Joschka Fischer dolgozott akkor. Ez akkor adott spekulációra okot, amikor Fischer azt a népszerűtlen döntését hozta, hogy közreműködik a NATO szerbiai támadásaiban, miközben korábban pacifistának vallotta magát. Azonban sem politikai, sem személyes kapcsolat nem volt a két ember között.
1979-ben a Konstanzi Egyetemen doktorált filozófiából. Németül anyanyelvi szinten beszélt. Az angol nyelvtudása szerényebb volt, ezért tanult naponta angolul, amikor szerb miniszterelnök volt.

## A jugoszláv politikai színterén
1989-ben tért vissza Jugoszláviába, amikor az Újvidéki Egyetemen órákat kezdett előadni, és több szakadár szerb honfitársával megalapította a Demokrata Pártot. 1990-ben a párt Végrehajtó Bizottságának elnöke lett, és ugyanebben az évben beválasztották a szerb parlamentbe. 1993-ban a párt elnöke lett.
A kormányon lévő Szlobodan Milosevics által 1996/1997 telén érvénytelenített választást követő nagyméretű tiltakozássorozat után Belgrád polgármestere lett, és személyében a második világháború óta először került nem kommunista jelölt e posztra. Az akkori „Zajedno” (Együtt) névre hallgató – csupán a közös ellenség miatt létrejött – koalíciója a Szerb Megújhodási Mozgalommal és Szerb Demokrata Párttal a győzelmük után négy hónappal összeomlott. Gyingyicset a Szerbiai Szocialista Párt és Szerb Radikális Párt leváltotta a polgármesteri posztjáról.
Montenegróba kényszerült száműzetésbe, miután az ortodox húsvét idején (ekkor bombázták Szerbiát a NATO gépei) Szlatko Curuvija rendszerellenes újságírót és könyvkiadót meggyilkolták, és az akkori elnök Szlobodan Milosevics titkosszolgálatának állítólagos „megsemmisítési” listáján ő következett. Hamarosan Nyugatra menekült, ahol olyan politikusok tekintették „politikai barátjukként”, mint Gerhard Schröder és Bill Clinton. 1999 szeptemberében a Time magazin Gyingyicset a 21. század hajnalának egyik legfontosabb politikusaként nevezte meg.   
Milošević propagandájának részeként – a hazaárulás vádjának megalapozása végett – a szerbiai bombázások idején megjelent egy fénykép, amelyen Gyingyics kezet fog Clintonnal. Egy időben az ellenzék is felhasználta a fényképet abból a célból, hogy bemutassa Gyingyicsnek és következésképpen Belgrádnak is a lehetséges nemzetközi (f)elismerését. Miután 1999 júniusában visszatért hazájába, az állambiztonság veszélyeztetésével vádolták egy zártkörű bírósági tárgyaláson, amit utána manipuláltnak tekintettek.    
Gyingyicsnek kiemelkedő szerepe volt 2000 szeptemberében a Szerb Szövetségi Köztársaság választásakor és október 5-én a Milosevics-rendszer elleni felkelésnél. 2000 decemberében győzelemre vezette a széles tömegbázissal rendelkező 18 párt koalíciójaként alakult Szerbiai Demokratikus Ellenzéket. 2001. január 25-én Szerbia miniszterelnöke lett.   
2001-ben kulcsszerepe volt abban, hogy Milosevics a háborús bűnökben ítélkező Hágai Nemzetközi Törvényszék elé került. Később azt nyilatkozta, hogy Milosevics késleltetett bűnpere kiábrándította, sőt később meg is támadta a bíróságot azzal, hogy egy költséges „cirkuszt” rendez. Gyingyics szerint a hágai bíróság könnyen hagyta, hogy a pert Milosevics demagóg magatartása irányítsa.

## Halála
2003-ban kétszer is merényletet kíséreltek meg ellene. Először autóját próbálták meg letéríteni az útról, eredménytelenül. A második kísérlet sikeresnek bizonyult: 2003. március 12-én a szerb kormány székházának a bejárata előtt lelőtték. Temetésén a világ állami vezetői jelentős számban vettek részt. Medgyessy Péter a március 15-i nemzeti ünnep miatti kormányfői kötelezettségei miatt nem volt jelen. A Magyar Köztársaságot Lamperth Mónika akkori belügyminiszter képviselte, valamint jelen volt még Orbán Viktor pártelnök is.